# Konklawe 1774–1775
Konklawe 5 października 1774 – 15 lutego 1775 – konklawe, które wybrało Piusa VI na następcę Klemensa XIV.

## Śmierć Klemensa XIV

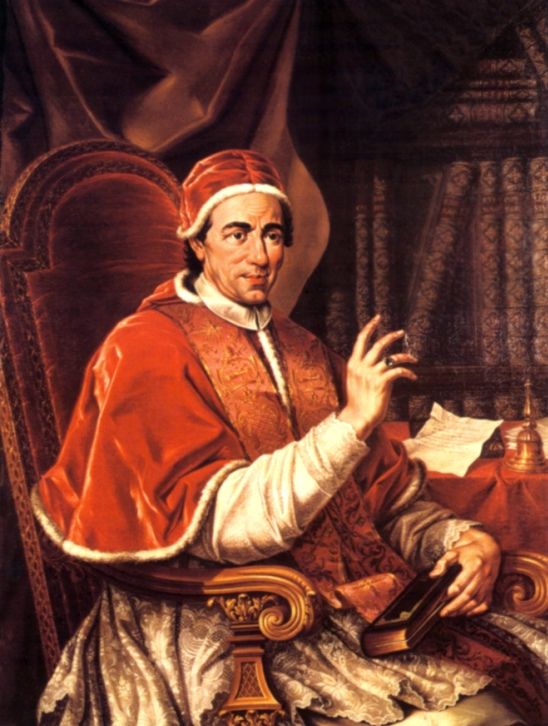
Papież Klemens XIV

Klemens XIV zmarł 22 września 1774. Najważniejszym wydarzeniem jego pontyfikatu była kasata zakonu jezuitów, którą pod naciskiem katolickich mocarstw zatwierdził w brewe Dominus ad Redemptor Noster z 21 lipca 1773 roku. Jezuici pracujący w administracji papieskiej utracili stanowiska, a ich generał Lorenzo Ricci został uwięziony w zamku S. Angelo. Mimo to zwolennicy skasowanego zakonu wciąż mieli silną pozycję w Kurii Rzymskiej, toteż stosunek poszczególnych kardynałów do jezuitów pozostał najistotniejszym kryterium branym pod uwagę na konklawe po śmierci Klemensa XIV.
Wielu współczesnych (nie wyłączając niektórych kardynałów) podejrzewało, że Klemens XIV został otruty przez jezuitów lub ich zwolenników. W celu zweryfikowania tych podejrzeń kardynał kamerling Carlo Rezzonico zarządził przeprowadzenie sekcji zwłok zmarłego papieża, a jej wyniki, zaprzysiężone przez uczestniczących w niej lekarzy, opublikowano i wydano drukiem. Lekarze stwierdzili jednoznacznie, że zgon Klemensa XIV nastąpił z przyczyn naturalnych.

## Lista uczestników
W chwili śmierci Klemensa XIV Kolegium Kardynałów liczyło 55 kardynałów, jednak dwóch z nich zmarło w trakcie sediswakancji, a dziewięciu nie przybyło do Rzymu. W konklawe wzięło więc udział 44 kardynałów
- Giovanni Francesco Albani (nominacja kardynalska 10 kwietnia 1747) – kardynał biskup Porto e Santa Rufina; dziekan Świętego Kolegium Kardynałów; protektor Polski
- Henry Benedict Stuart (3 lipca 1747) – kardynał biskup Frascati; komendatariusz kościoła prezbiterialnego S. Lorenzo in Damaso; subdziekan Świętego Kolegium Kardynałów; wicekanclerz Świętego Kościoła Rzymskiego; archiprezbiter bazyliki watykańskiej; prefekt Fabryki Świętego Piotra
- Fabrizio Serbelloni (26 listopada 1753) – kardynał biskup Ostia e Velletri
- Carlo Rezzonico (11 września 1758) – kardynał biskup Sabiny; komendatariusz kościoła prezbiterialnego S. Marco; kamerling Świętego Kościoła Rzymskiego; komendatariusz opactwa terytorialnego Grottaferrata
- François-Joachim de Pierre de Bernis (2 października 1758) – kardynał biskup Albano; protektor i ambasador Francji wobec Stolicy Apostolskiej; administrator archidiecezji Albi
- Carlo Vittorio Amadeo della Lanze (10 kwietnia 1747) – kardynał prezbiter S. Prassede; komendatariusz opactwa terytorialnego S. Benigno di Fruttuaria
- Vincenzo Malvezzi (26 listopada 1753) – kardynał prezbiter Ss. Marcellino e Pietro; arcybiskup Bolonii; prodatariusz Jego Świątobliwości
- Antonio Sersale (22 kwietnia 1754) – kardynał prezbiter S. Pudenziana; arcybiskup Neapolu
- Francisco de Solís Folch de Cardona (5 kwietnia 1756) – kardynał prezbiter Ss. XII Apostoli; arcybiskup Sewilli
- Paul d’Albert de Luynes (5 kwietnia 1756) – kardynał prezbiter S. Tommaso in Parione; arcybiskup Sens; komendatariusz opactwa terytorialnego Saint-Pierre-de-Corbie
- Girolamo Spinola (24 września 1759) – kardynał prezbiter S. Balbina
- Giuseppe Maria Castelli (24 września 1759) – kardynał prezbiter S. Alessio; prefekt generalny Świętej Kongregacji Rozkrzewiania Wiary
- Gaetano Fantuzzi (24 września 1759) – kardynał prezbiter S. Pietro in Vincoli; prefekt Świętej Kongregacji ds. Kościelnych Immunitetów
- Marcantonio Colonna (24 września 1759) – kardynał prezbiter S. Maria della Pace; tytularny arcybiskup Koryntu; wikariusz generalny diecezji rzymskiej; prefekt Świętej Kongregacji ds. Rezydencji Biskupów; archiprezbiter bazyliki liberiańskiej
- Andrea Corsini (24 września 1759) – kardynał prezbiter S. Matteo in Via Merulana; prefekt Trybunału Apostolskiej Sygnatury Sprawiedliwości; prefekt kongregacji specjalnej ds. kasaty zakonu jezuitów
- Christoph Anton von Migazzi (23 listopada 1761) – kardynał prezbiter bez tytułu; arcybiskup Wiednia; administrator diecezji Vác
- Simone Buonaccorsi (18 lipca 1763) – kardynał prezbiter S. Giovanni a Porta Latina
- Giovanni Ottavio Bufalini (21 lipca 1766) – kardynał prezbiter S. Maria degli Angeli; arcybiskup Ankony
- Giovanni Carlo Boschi (21 lipca 1766) – kardynał prezbiter Ss. Giovanni e Paolo; penitencjariusz większy; prefekt Świętej Kongregacji ds. Korekty Ksiąg Obrządków Wschodnich; proprefekt Świętej Kongregacji ds. Dyscypliny Zakonnej
- Ludovico Calini (26 września 1766) – kardynał prezbiter S. Stefano al Monte Celio; prefekt Świętej Kongregacji ds. Odpustów i Świętych Relikwii; kamerling Świętego Kolegium Kardynałów
- Antonio Branciforte Colonna (26 września 1766) – kardynał prezbiter S. Maria in Via; legat apostolski w Bolonii
- Lazzaro Opizio Pallavicini (26 września 1766) – kardynał prezbiter Ss. Nereo ed Achilleo; sekretarz stanu Stolicy Apostolskiej; prefekt Świętej Konsulty; prefekt Świętej Kongregacji ds. Sanktuarium Loreto; prefekt Świętej Kongregacji ds. Awinionu
- Vitaliano Borromeo (26 września 1766) – kardynał prezbiter S. Maria in Aracoeli; legat apostolski w Romanii
- Pietro Colonna Pamphili (26 września 1766) – kardynał prezbiter S. Maria in Trastevere; komendatariusz opactwa terytorialnego Tre Fontane
- Urbano Paracciani Rutili (26 września 1766) – kardynał prezbiter S. Callisto; arcybiskup Fermo
- Mario Marefoschi Compagnoni (29 stycznia 1770) – kardynał prezbiter S. Agostino; prefekt Świętej Kongregacji ds. Obrzędów; archiprezbiter bazyliki laterańskiej
- Scipione Borghese (10 września 1770) – kardynał prezbiter S. Maria sopra Minerva; legat apostolski w Ferrarze
- Antonio Eugenio Visconti (17 czerwca 1771) – kardynał prezbiter bez tytułu
- Bernardino Giraud (17 czerwca 1771) – kardynał prezbiter SS. Trinita al Monte Pincio; arcybiskup Ferrary
- Innocenzo Conti (23 września 1771) – kardynał prezbiter bez tytułu
- Gennaro Antonio de Simone (15 marca 1773) – kardynał prezbiter S. Bernardo alle Terme; proaudytor Jego Świątobliwości
- Francesco Carafa di Traetto (19 kwietnia 1773) – kardynał prezbiter S. Clemente
- Francesco Saverio de Zelada (19 kwietnia 1773) – kardynał prezbiter S. Martino ai Monti
- Giovanni Angelo Braschi (26 kwietnia 1773) – kardynał prezbiter S. Onofrio; komendatariusz opactwa terytorialnego Subiaco
- Alessandro Albani OSIoHieros (16 lipca 1721) – kardynał diakon S. Maria in Via Lata; komendatariusz diakonii S. Maria in Cosmedin; protodiakon Świętego Kolegium Kardynałów; bibliotekarz Świętego Kościoła Rzymskiego; protektor Rzeszy Niemieckiej, Austrii i królestwa Sardynii; ambasador Austrii wobec Stolicy Apostolskiej; prefekt Świętej Kongregacji ds. Wód, Bagien Pontyjskich i Doliny Chiana; komendatariusz opactw terytorialnych Staffarda i Nonantola
- Domenico Orsini d’Aragona (9 września 1743) – kardynał diakon S. Maria ad Martyres; protektor królestwa Obojga Sycylii; minister pełnomocny króla Ferdynanda Sycylijskiego przy Stolicy Apostolskiej
- Luigi Maria Torregiani (26 listopada 1753) – kardynał diakon S. Agata in Suburra
- Giovanni Costanzio Caracciolo (24 września 1759) – kardynał diakon S. Eustachio; prefekt Trybunału Apostolskiej Sygnatury Łaski
- Andrea Negroni (18 lipca 1763) – kardynał diakon Ss. Vito e Modesto; sekretarz ds. Brewe Apostolskich
- Benedetto Veterani (26 września 1766) – kardynał diakon Ss. Cosma e Damiano; prefekt Świętej Kongregacji Indeksu
- Giovanni Battista Rezzonico (10 września 1770) – kardynał diakon S. Nicola in Carcere Tulliano; wielki przeor zakonu joannitów w Rzymie
- Antonio Casali (12 grudnia 1770) – kardynał diakon S. Giorgio in Velabro; prefekt Świętej Kongregacji Dobrego Rządu
- Pasquale Acquaviva d’Aragona (12 grudnia 1770) – kardynał diakon S. Maria in Aquiro; proprezydent Urbino
- Francesco d’Elci (26 kwietnia 1773) – kardynał diakon S. Angelo in Pescheria

Trzydziestu dziewięciu elektorów było Włochami, dwóch Francuzami, jeden Hiszpanem, jeden Anglikiem i jeden Niemcem. Trzynastu mianował Klemens XIV (1769–1774), dwudziestu Klemens XIII (1758–1769), dziesięciu papież Benedykt XIV (1740–1758), a jednego (Alessandro Albaniego) jeszcze Innocenty XIII (1721–1724).

### Nieobecni
Jedenastu kardynałów było nieobecnych, z czego dwóch zmarło w czasie sediswakancji:
- †Giovanni Francesco Stoppani (26 listopada 1753) – kardynał biskup Palestriny; sekretarz Świętej Kongregacji Rzymskiej i Powszechnej Inkwizycji; prefekt ds. ekonomicznych Świętej Kongregacji Rozkrzewiania Wiary (zmarł 18 listopada 1774 w Rzymie)
- Giuseppe Pozzobonelli (9 września 1743) – kardynał prezbiter S. Lorenzo in Lucina; protoprezbiter Świętego Kolegium Kardynałów; arcybiskup Mediolanu
- Franz Konrad Casimir von Rodt (5 kwietnia 1756) – kardynał prezbiter S. Maria del Popolo; biskup Konstancji
- Francisco de Saldanha da Gama (5 kwietnia 1756) – kardynał prezbiter bez tytułu; patriarcha Lizbony; pierwszy kapelan i jałmużnik Królestwa Portugalii
- †Ferdinando Maria de Rossi (24 września 1759) – kardynał prezbiter S. Cecilia; prefekt Świętej Kongregacji ds. Soboru Trydenckiego (zmarł 4 lutego 1775 w Rzymie)
- Buenaventura de Córdoba Espínola de la Cerda (23 listopada 1761) – kardynał prezbiter S. Lorenzo in Panisperna; patriarcha Zachodnich Indii; wikariusz generalny hiszpańskiej armii i floty
- Jean-François-Joseph Rochechouart (23 listopada 1761) – kardynał prezbiter S. Eusebio; biskup Laon
- Louis-César-Constantine de Rohan-Guéménée (23 listopada 1761) – kardynał prezbiter bez tytułu; biskup Strasbourga
- João Cosme da Cunha OSC (6 sierpnia 1770) – kardynał prezbiter bez tytułu; arcybiskup Evory; inkwizytor generalny Portugalii
- Charles-Antoine de la Roche-Aymon (16 grudnia 1771) – kardynał prezbiter bez tytułu; arcybiskup Reims
- Leopold Ernst von Firmian (14 grudnia 1772) – kardynał prezbiter bez tytułu; biskup Pasawy

Czterech mianował Benedykt XIV, czterech Klemens XIII i trzech Klemens XIV.

## Frakcje w Świętym Kolegium
Podobnie jak na poprzednim konklawe Święte Kolegium dzieliło się na dwa główne stronnictwa:
- Zelanti (Gorliwi) – ugrupowanie kardynałów kurialnych, niezwiązanych z żadnym z mocarstw i przeciwnych świeckim naciskom na Kościół. Było przychylne jezuitom, niektórzy spośród nich dążyli do odwołania kasaty tego zakonu. Można do niego zaliczyć kardynałów Gianfrancesco Albaniego, braci Carlo Rezzonico i Giambattistę Rezzonico, Serbelloniego, delle Lanze, Spinolę, Castelliego, Fantuzziego, Marcantonio Colonnę, Buonaccorsiego, Bufaliniego, Boschiego, Caliniego, Borromeo, Colonnę Pamphiliego, Paraccianiego, Braschiego, Torregianiego, Veteraniego, Elci, Carafę i Borghese
- Partia Koron – czyli kardynałowie reprezentujący mocarstwa katolickie (Hiszpanię, Francję, Austrię, Neapol i Portugalię), domagające się potwierdzenia i dokończenia kasaty jezuitów. Tworzyli ją Francuzi de Bernis (ambasador Francji) i Luynes, Hiszpan Solis de Cardona (przedstawiciel Hiszpanii), Niemiec Migazzi (przedstawiciel Austrii), oraz Włosi Domenico Orsini (protektor Neapolu), Alessandro Albani (ambasador Austrii) i Innocenzo Conti (przedstawiciel Portugalii). Do frakcji tej byli zaliczani także kardynałowie niebędący oficjalnie w służbie mocarstw: Visconti, Pallavicini, Negroni, Simone, Marefoschi, Malvezzi, Corsini, Stuart.

Kardynałowie Zelada, Giraud, Caracciolo, Sersale, Branciforte, Acquaviva i Casali zajmowali pozycje pośrednie i nie zaliczali się do żadnej z tych dwóch frakcji, a Giraud i Zelada podejmowali się nawet roli mediatorów. Bez wątpienia jednak całej tej grupie bliżej było do „partii koron”. Z drugiej jednak strony, mimo że Austria oficjalnie weszła w sojusz z monarchiami burbońskimi, jej przedstawiciele, Alessandro Albani i Christoph Migazzi, sympatyzowali z frakcją projezuicką. Ponadto każda z partii dzieliła się na mniejsze grupy. Kardynałowie Koron niejako w naturalny sposób dzielili się na zwolenników Austrii oraz zwolenników Burbonów, a ci ostatni na Hiszpanów, Francuzów i Neapolitańczyków. Wśród Gorliwych z kolei wyróżniano radykałów (na czele bracia Rezzonico i Luigi Torregiani) oraz umiarkowanych (liderami byli Gianfrancesco Albani i Marcantonio Colonna, należeli do tej grupy także Carafa i Borghese, którzy mieli liczne beneficja w królestwie Neapolu).
Kardynałowie będący oficjalnymi reprezentantami mocarstw, zgodnie z utartym, choć niezgodnym z prawem zwyczajem, przez cały czas konklawe utrzymywali regularny kontakt korespondencyjny z ambasadorami i ministrami swych królów. Hiszpanię reprezentował w Rzymie José Moñino, hrabia Floridablanca, Portugalię Almada, a Austrię książę Bartolomeo Corsini.

## Kandydaci na papieża
Nie było wyraźnego faworyta konklawe. Z obozu Zelantów za papabile uchodzili kardynałowie Boschi, Marcantonio Colonna, Pamphili Colonna, Bufalini, Braschi, Gianfrancesco Albani i Fantuzzi. Z kolei za kandydatów „partii koron” uważani byli Visconti, Pallavicini, Negroni, Simone, Casali, Marefoschi, Malvezzi, Zelada, Corsini i Caracciolo.

## Przebieg konklawe
Konklawe rozpoczęło się 5 października 1774 mszą do Ducha Świętego celebrowaną przez dziekana Świętego Kolegium Gianfrancesco Albaniego. W pierwszym głosowaniu 6 października uczestniczyło zaledwie 28 kardynałów. 11 października dotarł kardynał Lanze, 19 października dotarł Torregiani, 24 października Bufalini, a 26 października Borromeo. 27 października kardynał Castelli opuścił obrady z powodu choroby, ale 30 października dotarli kardynałowie Acquaviva i Borghese, a 31 października Paracciani i Caracciolo. Z końcem października było więc 35 elektorów. 1 listopada dotarli Branciforte i Giraud, 7 listopada Luynes, 19 listopada Marcantonio Colonna i Visconti, 23 listopada Migazzi, a 26 listopada Sersale, co dało liczbę 42 elektorów na koniec listopada. 8 grudnia powrócił kardynał Castelli, a jako ostatni 21 grudnia przybył Solis de Cardona, ustalając liczbę uczestników konklawe na 44. Wprawdzie 9 stycznia 1775 Marcantonio Colonna opuścił obrady ze względu na stan zdrowia, ale 14 lutego powrócił i wziął udział w decydującym głosowaniu następnego dnia. Dwóch kardynałów zmarło w Rzymie w trakcie sediswakancji (Stoppani 18 listopada 1774, Rossi 4 lutego 1775), jednak żaden z nich nie wziął udziału w konklawe.
Przedstawiciele katolickich mocarstw w Rzymie obawiali się, że Gorliwi, wykorzystując swą przewagę liczebną w pierwszych dniach obrad, mogą doprowadzić do wyboru nowego papieża jeszcze przed przybyciem kardynałów zagranicznych. Istotnie, w pierwszych turach Gorliwi masowo głosowali na nieobecnego jeszcze wówczas Marcantonio Colonnę, jednak nie byli w stanie zapewnić mu wymaganych do wyboru 2/3, prawdopodobne zresztą, że wcale nie chcieli go wybrać, a jedynie zmusić w ten sposób któreś z mocarstw do wykorzystania ekskluzywy. Głosy oddawane na Colonnę na tyle zaniepokoiły kardynałów Orsiniego i Bernisa, że wystosowali oni oficjalny protest do dziekana Świętego Kolegium, domagając się zawieszenia obrad do czasu przybycia kardynałów zagranicznych. Żądanie to, choć formalnie odrzucone, faktycznie zostało spełnione. Wprawdzie głosowania odbywały się nadal, ale odtąd nie proponowano żadnych poważnych kandydatów.
Konklawe pozostawało w stanie faktycznego zawieszenia aż do przybycia kardynała Solis de Cardona 21 grudnia 1774. Dopiero wtedy zaczęto na poważnie obrady. Austria wysunęła wówczas kandydaturę kardynała Viscontiego, a Hiszpania kardynała Pallaviciniego, podczas gdy Gorliwi zaproponowali kardynała Braschiego. Tego ostatniego kandydata bardzo aktywnie poparł kardynał Bernardino Giraud i usiłował przekonać do niej Francuzów i Hiszpanów. W okolicach Bożego Narodzenia wydawało się, że Braschi ma już 26 pewnych głosów, a brakujące cztery jego zwolennicy mieli nadzieję uzyskać w fazie akcesu. Stanowczy sprzeciw wobec Braschiego zgłosiły jednak Austria i Portugalia. Austria nie zaakceptowała także kandydata Hiszpanów, Pallaviciniego.
W styczniu 1775 oba stronnictwa podjęły próbę porozumienia. Mediatorem został kardynał Zelada, który zaproponował, by wpierw każda z partii nominowała po trzech kandydatów, a następnie przeprowadzić tajną ankietę wśród elektorów, by ustalić, który z nich ma największe szanse. Kardynałowie mogli wskazywać więcej niż jedną osobę, jednak wyniki ankiety rozczarowały. Najwięcej wskazań otrzymał Colonna – 22, dalej Pamphili (21), Torregiani (19), Negroni (16), Simone (15) i Casali (14). Żaden z zaproponowanej szóstki nie zbliżył się nawet do wymaganych 30 głosów. W tej sytuacji ułożono drugą listę kandydatów, na której znaleźli się Serbelloni, Malvezzi, Bufalini, Marefoschi, Conti i Fantuzzi, jednak i tym razem żaden z nich nie uzyskał zadowalającego wyniku. Najwięcej wskazań zebrali Bufalini (20) i Fantuzzi (16). Po tej powtórnej próbie zarzucono tę metodę.

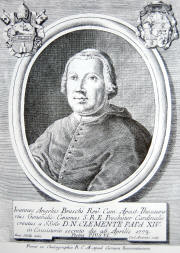
Kardynał Giovanni Angelo Braschi

Fiasko negocjacji kompromisowych spowodowało powrót wszystkich stronnictw na pierwotne pozycje. Gorliwi popierali Braschiego, Austria Viscontiego, a Hiszpania wraz z Francją Pallaviciniego. Niezgoda między mocarstwami oraz zręczna agitacja zwolenników Braschiego (m.in. Girauda) przesądziła o zwycięstwie tego właśnie kandydata. Nie mogąc przeforsować własnych faworytów, przedstawiciele mocarstw stopniowo dochodzili do wniosku, że 57-letni Braschi jest dla nich najlepszym papabile z frakcji Gorliwych. Na początku lutego na stronę Braschiego przeszli Francuzi i Hiszpanie, porzucając kandydaturę Pallaviciniego, a krótko potem poparł go także ambasador Portugalii Almada. Wpierw jednak kardynałowie koron zażądali od Braschiego deklaracji, że nie będzie dążył do odwołania kasaty jezuitów. Braschi zgodził się na ten warunek i zadeklarował, że będzie starał się utrzymywać dobre stosunki z katolickimi mocarstwami. Po tej deklaracji już tylko Wiedeń odmawiał zgody na kandydaturę Braschiego, jednak wobec powszechnego poparcia dla niej wśród kardynałów przedstawiciele Wiednia w Rzymie zdecydowali się postąpić wbrew tym instrukcjom.

## Wybór Piusa VI

Herb Piusa VI

Rankiem 15 lutego 1775, po 134 dniach obrad, w dwieście sześćdziesiątym piątym głosowaniu, Giovanni Angelo Braschi został wybrany na papieża, uzyskując 43 głosy na 44. Jedynym głosem przeciwko był jego własny, który zgodnie z obyczajem oddał na dziekana Albaniego. Elekt przyjął imię Pius VI, dla upamiętnienia św. Piusa V). 21 lutego nowy papież przyjął sakrę biskupią z rąk Giovanniego Francesco Albaniego, a następnego dnia został uroczyście koronowany na schodach bazyliki watykańskiej przez protodiakona Alessandro Albaniego.

## Uzupełniające źródła internetowe
- Papst Pius VI.. damian-hungs.de. [zarchiwizowane z tego adresu (2013-05-28)].
- The Cardinals of the Holy Roman Church: Conclave of October 5, 1774 – February 15, 1775
- Sede Vacante 1774